# Großer Preis von Frankreich 1926

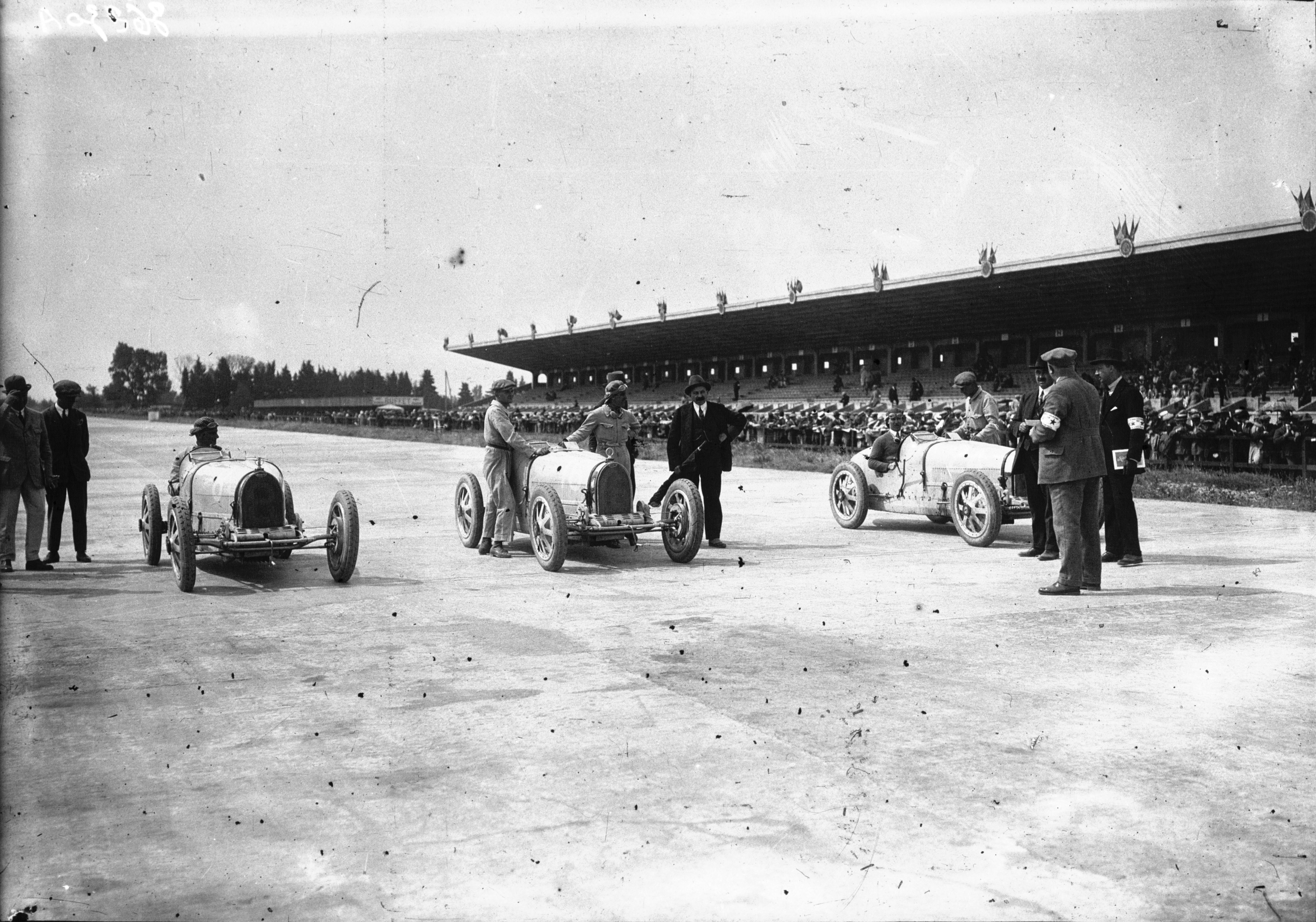
Startaufstellung zum Großen Preis. Nur drei Fahrzeuge am Start

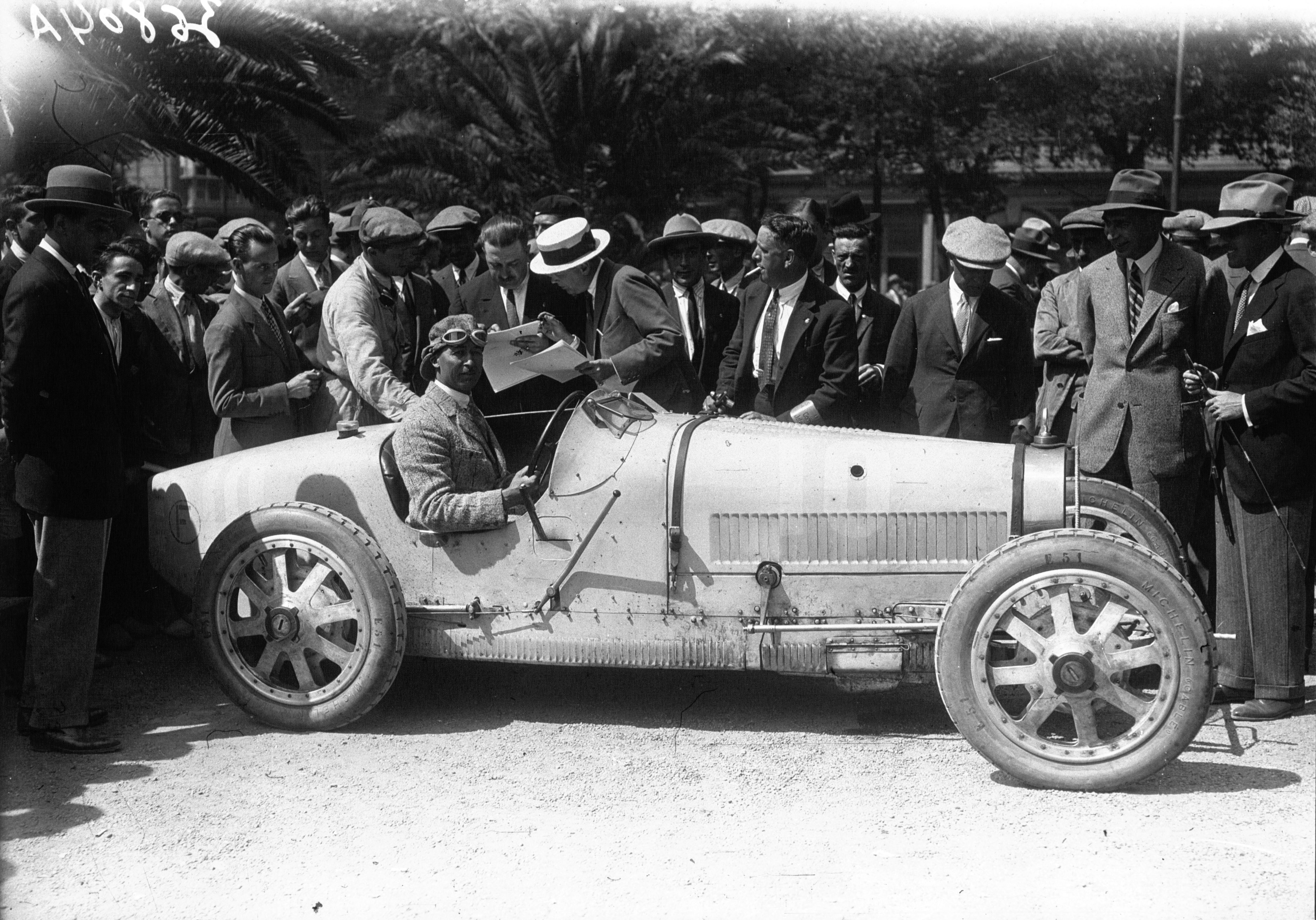
Der Sieger Jules Goux, hier beim Gran Premio de San Sebastián 1926

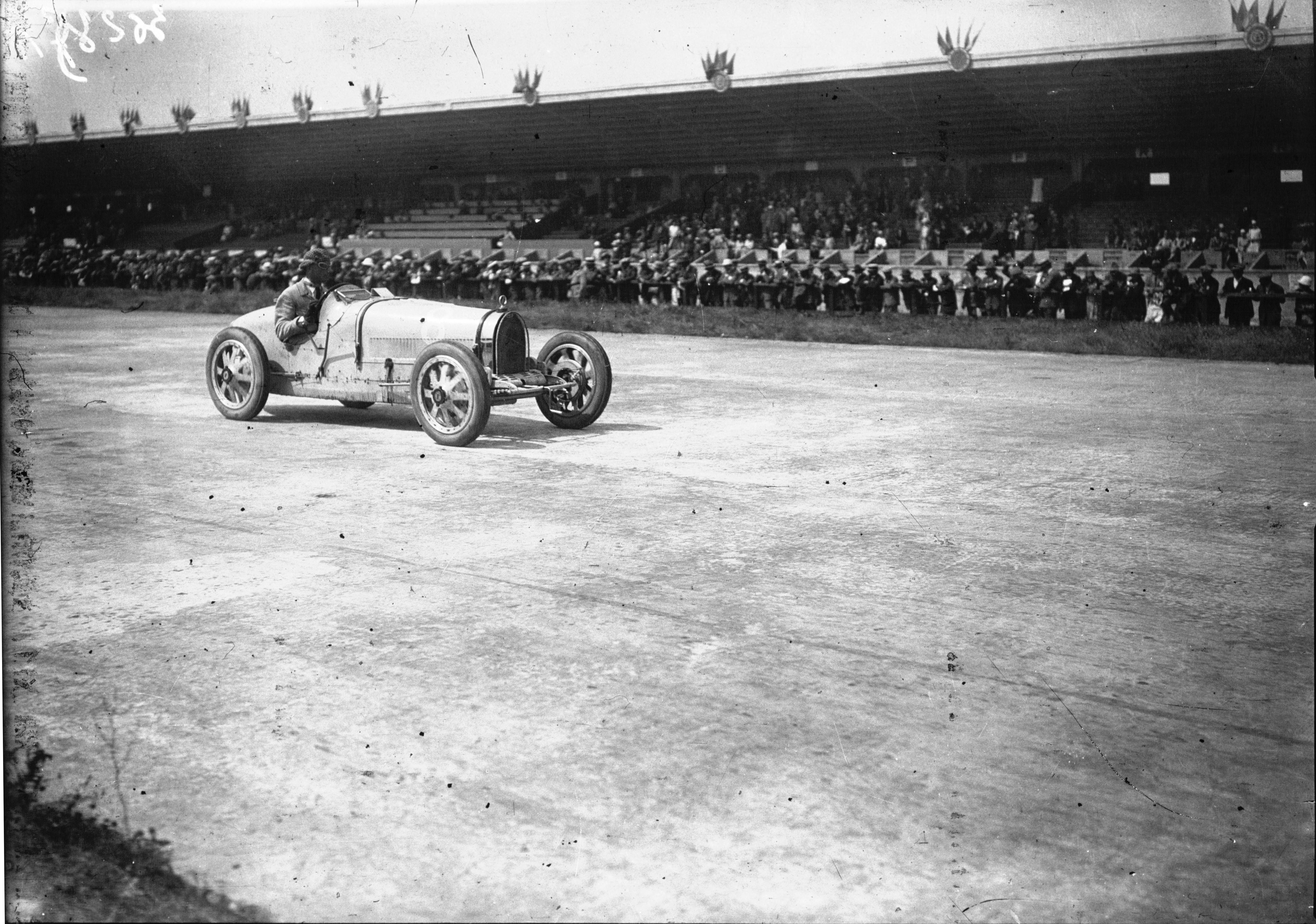
Der zweitplatzierte Bartolomeo Costantini

Der XX. Große Preis von Frankreich (französisch XX Grand Prix de l’Automobile Club de France) fand am 27. Juni 1926 auf dem Circuit de Miramas in Miramas statt und war Wertungslauf zur zweiten Automobilweltmeisterschaft. Es war außerdem das erste Rennen unter den geänderten Bestimmungen der Internationalen Grand-Prix-Rennformel (Hubraumlimit 1,5 Liter, Mindestgewicht 600 kg, Karosseriebreite mindestens 80 cm). Es wurde über 100 Runden à 5,0956 km ausgetragen, was einer Gesamtdistanz von 509,6 km entsprach.
Am Start erschien nur drei Rennwagen des Bugatti-Teams, von denen nur Jules Goux über die vorgegebene Distanz kam. Das Rennen gilt damit allgemein als einer der absoluten Tiefpunkte der Grand-Prix-Geschichte.

## Rennen
Zur Ausrichtung des Grand Prix von 1926 hatte der ACF erstmals dem Automobilclub von Marseille mit seiner Rennbahn von Miramas den Zuschlag gegeben. Es handelte sich dabei um einen 5 km langen Ovalkurs mit leicht überhöhten Kurven. Um die Streckenführung wenigstens etwas abwechslungsreicher zu gestalten, wurden vor den beiden leicht überhöhten Kurven noch zwei Schikanen errichtet, wodurch sich auch die Rundenlänge etwas erhöhte. Ebenfalls für etwas mehr Abwechslung sollte der Grand Prix des Voiturettes für Rennwagen bis 1,1 Liter Hubraum als Rahmenprogramm sorgen, der von einem Salmson mit dem Fahrer Casse am Steuer gewonnen wurde.
Ursprünglich hatten für den Grand Prix von 1926 mit Delage, Talbot, Bugatti und Sima-Violet vier französische Hersteller ihre Teilnahme angekündigt, wofür allerdings aufgrund der geänderten Rennformel neue Modelle konstruiert werden mussten. Bugatti war dabei den sicheren Weg gegangen und hatte mit dem Type 39A eine nun auch mit einem Kompressor bestückte 1,5-Liter-Version des bewährten Erfolgsmodells Type 35 herausgebracht. Delage und Talbot trieben dagegen den technologischen Wettstreit mit ihren neuen Achtzylindermodellen ganz besonders auf die Spitze, was jedoch zu erheblichen Verzögerungen bei deren Entwicklung führte. Schließlich zogen beide Firmen ihre Meldungen noch wenige Tage vor dem Rennen zurück, ebenso wie Sima-Violet, wo über die Entwicklung eines ungewöhnlichen „flachen“ 180°-Vierzylinder-Zweitaktmotors das Geld ausgegangen war. Am Renntag erschienen daher nur drei einsame Rennwagen des Bugatti-Teams zum Start. Das Rennen musste aber dennoch durchgeführt werden, weil die Organisatoren in den Ausschreibebedingungen einen entsprechenden Passus vergessen hatten und so das Preisgeld andernfalls „kampflos“ an Bugatti hätte ausgezahlt werden müssen. War damit praktisch jede Spannung bereits im Keim erstickt, kam obendrein noch dazu, dass die Autos von Bartolomeo Costantini und Pierre de Vizcaya gegenüber ihrem Teamkollegen Jules Goux erheblich im Nachteil waren, weil ihnen aufgrund eines angeblichen Logistik-Irrtums nicht das übliche Rennbenzin von BP, sondern nur schlechterer Treibstoff mit höherem Benzolanteil zur Verfügung stand.
So wurde das Rennen zu einer äußerst monotonen Angelegenheit. Während Goux versuchte, durch einen spektakulären Fahrstil den Zuschauern wenigstens etwas Unterhaltung zu bieten, mussten Costantini und de Vizcaya aus Sorge vor Überhitzung ihrer Motoren sehr verhalten fahren und verloren bei ihren Boxenstopps zusätzlich Zeit, weil die Motoren danach nur schlecht wieder in Gang zu bekommen waren. Als de Vizcaya etwa zur Hälfte des Rennens endgültig mit Motorschaden aufgeben musste, hatte Goux bereits eine halbe Stunde Vorsprung auf Costantini herausgefahren, der nun sicherheitshalber alle paar Runden stoppte, um den Motor abkühlen zu lassen. Angeblich soll er dabei dem Publikum vorgespielt haben, selbst zu sehr unter der Hitze zu leiden und sich Wasser in die Mütze zu gießen, um vom kritischen Zustand seines Wagens abzulenken. Nach über viereinhalb Stunden einsamer Fahrt wurde Goux schließlich als Sieger abgewunken, während Costantini mit 15 Runden Rückstand bereits zu weit zurücklag, um noch gewertet zu werden. Selten waren 150.000 Francs, die als Preisgeld an Bugatti gingen, leichter verdient worden. Eine weitere Legende dieses anekdotenreichen Rennens besagt dazu außerdem, dass Ettore Bugatti vor dem anschließenden Lauf der Voiturettes Salmson-Rennleiter Émile Petit darauf eingeschworen haben soll, dass seine „Kleinwagen“ unter gar keinen Umständen schneller als Goux’ Siegerzeit abschneiden durften.

## Ergebnisse

### Meldeliste
| Team                       | Nr. | Fahrer            | Info | Chassis                 | Motor                        | Reifen |
| -------------------------- | --- | ----------------- | ---- | ----------------------- | ---------------------------- | ------ |
| Automobiles Talbot         | 02  | Henry Segrave     | DNA  | Talbot GPLB             | Talbot 1.5L I4 Kompressor    | M      |
| Automobiles Talbot         | 10  | Albert Divo       | DNA  | Talbot GPLB             | Talbot 1.5L I4 Kompressor    | M      |
| Automobiles Talbot         | 18  | Jules Moriceau    | DNA  | Talbot GPLB             | Talbot 1.5L I4 Kompressor    | M      |
| Automobiles Violet         | 04  | Marcel Violet     | DNA  | Sima-Violet             | Sima-Violet 1.5L F4 Zweitakt |        |
| Automobiles Violet         | 12  |                   | DNA  | Sima-Violet             | Sima-Violet 1.5L F4 Zweitakt |        |
| Automobiles Violet         | 20  |                   | DNA  | Sima-Violet             | Sima-Violet 1.5L F4 Zweitakt |        |
| Automobiles Delage         | 06  | Robert Benoist    | DNA  | Delage Type 15 S 8 1926 | Delage 1.5L I8 Kompressor    | M      |
| Automobiles Delage         | 14  | Edmond Bourlier   | DNA  | Delage Type 15 S 8 1926 | Delage 1.5L I8 Kompressor    | M      |
| Automobiles Delage         | 22  |                   | DNA  | Delage Type 15 S 8 1926 | Delage 1.5L I8 Kompressor    | M      |
| Automobiles Ettore Bugatti | 08  | Meo Costantini    |      | Bugatti T39A            | Bugatti 1.5L I8 Kompressor   | M      |
| Automobiles Ettore Bugatti | 16  | Pierre de Vizcaya |      | Bugatti T39A            | Bugatti 1.5L I8 Kompressor   | M      |
| Automobiles Ettore Bugatti | 24  | Jules Goux        |      | Bugatti T39A            | Bugatti 1.5L I8 Kompressor   | M      |

### Startaufstellung
Die Startpositionen wurden in der Reihenfolge der Startnummern vergeben.
| Goux | de Vizcaya | Costantini |

### Rennergebnis
| Pos. | Fahrer            | Konstrukteur | Runden | Stopps | Zeit        | Start | Schnellste Runde | Ausfallgrund |
| ---- | ----------------- | ------------ | ------ | ------ | ----------- | ----- | ---------------- | ------------ |
| 01   | Jules Goux        | Bugatti      | 100    |        | 4:38:43,8 h | 3     | 2:24,0 min       |              |
| —    | Meo Costantini    | Bugatti      | 85     |        | NC          | 1     |                  |              |
| —    | Pierre de Vizcaya | Bugatti      | 45     |        | DNF         | 2     |                  | Motorschaden |